# Confédération démocratique du travail (Maroc)
Pour les articles homonymes, voir CDT.
La Confédération démocratique du travail (CDT) est une centrale syndicale marocaine historiquement affiliée à l'Union socialiste des forces populaires (USFP) et créée le 26 novembre 1978, mais désormais affiliée au Congrès national Ittihadi, un parti membre de la Fédération de la gauche démocratique.